# Truce Mountain
Truce Mountain är ett berg i Kanada.   Det ligger i provinsen British Columbia, i den södra delen av landet, 3 100 km väster om huvudstaden Ottawa. Toppen på Truce Mountain är 2 914 meter över havet.
Terrängen runt Truce Mountain är huvudsakligen bergig. Trakten runt Truce Mountain är nära nog obefolkad, med mindre än två invånare per kvadratkilometer.. Det finns inga samhällen i närheten. 
I omgivningarna runt Truce Mountain växer i huvudsak barrskog.